# Wilhelm Effmann

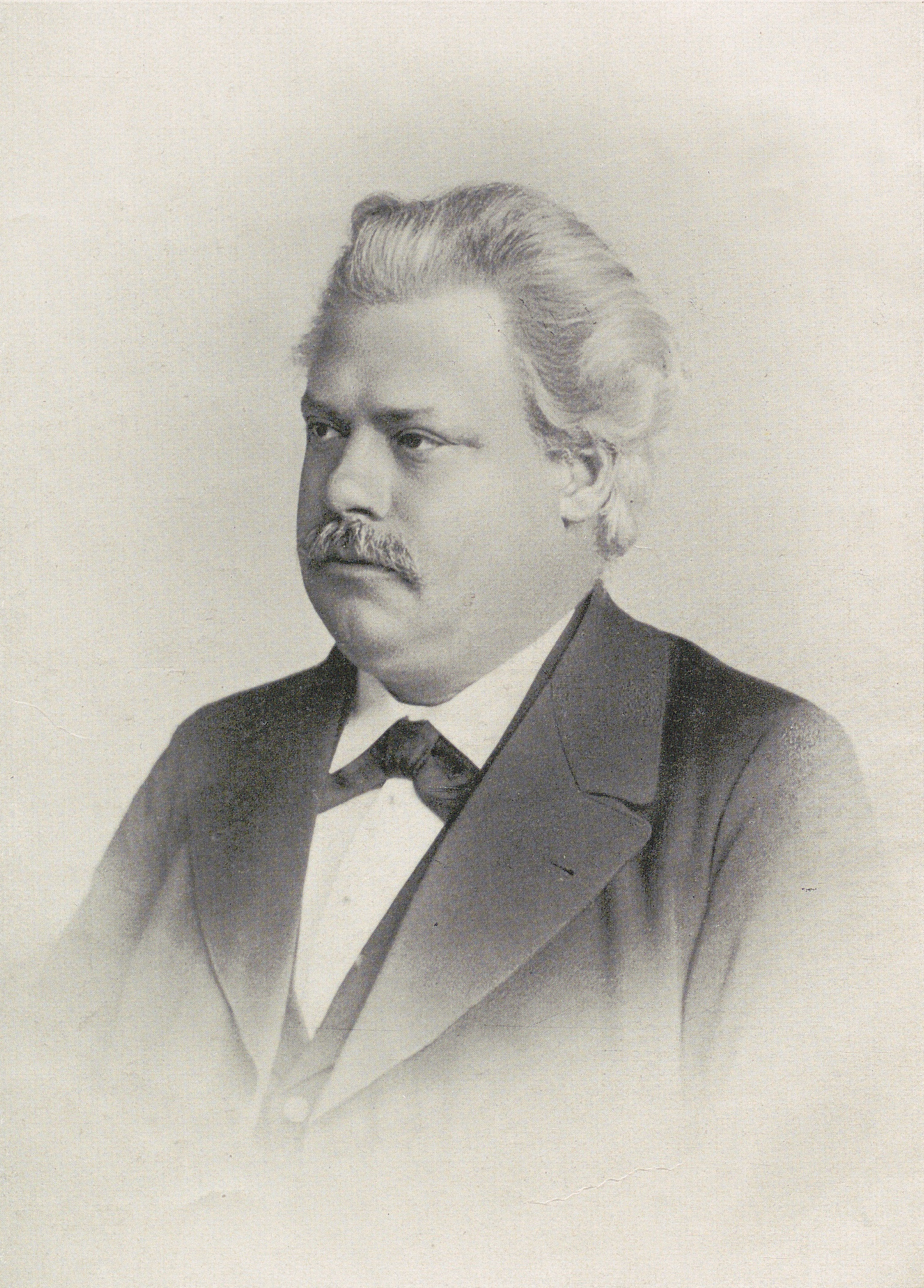
Wilhelm Effmann

Wilhelm Johann Hubert Effmann (* 14. September 1847 in Werden bei Essen; † 23. Mai 1917 in Bonn) war ein deutscher Architekt und Bauhistoriker.

## Leben
Wilhelm Effmann, Sohn von Johann Effmann und Margarete Sprunk, wurde 1847 in Werden an der Ruhr, einem Stadtteil des heutigen Essen, geboren. Er erhielt eine klassisch humanistische Schulbildung am Königlichen Gymnasium am Burgplatz zu Essen.
1866 bis 1870 studierte er an der Universität Bonn Philologie und Kunstgeschichte, darauf an der Berliner Bauakademie Architektur, des Weiteren noch einige Semester Jura. Nach dem Studium arbeitete Effmann zunächst in Münster/Westf. 1889 wurde er, obgleich noch nicht promoviert, als Professor für Kunstgeschichte an die in diesem Jahr gegründete Universität Freiburg (Schweiz) berufen, an der er in der Zeit von 1891 bis 1892 auch als Dekan tätig war, 1898 aber aus Solidarität mit anderen deutschen Professoren liberaler Gesinnung zurücktrat. Effmann wurde 1908 zum Ehrendoktor der Westfälischen Wilhelms-Universität Münster ernannt. Einige von Effmanns wichtigsten Forschungen zur mittelalterlichen Architekturgeschichte wurden erst postum durch Alois Fuchs veröffentlicht.
Als Architekt errichtete Effmann die 1894 vollendete, in neuromanischen Formen gehaltene katholische Pfarrkirche St. Antoni im schweizerischen Kanton Freiburg, 1896 einen neuromanischen Westbau für die Kirche von Plaffeien (1906 durch Brand zerstört), sowie 1899–1900 das neugotische Langhaus der Pfarrkirche Gurmels.
Sein Geburtshaus ist in seiner Heimatstadt Werden noch erhalten, außerdem trägt dort die Effmannstraße seinen Namen.
Ein Teil seines schriftlichen Nachlasses befindet sich heute im Deutschen Kunstarchiv im Germanischen Nationalmuseum in Nürnberg.

## Würdigung
„Effmann war einer der ersten Forscher, der bei der Untersuchung mittelalterlicher Bauten Text-, Bild- und Gebäudeanalyse miteinander verband.“ In seiner Arbeit über die Werdener Abteikirche wies Effmann erstmals in der Architekturgeschichte den Bautypus des karolingischen Westwerks nach, dessen Erforschung er später mit seinen beiden Arbeiten über Centula und Corvey weiterverfolgte.

## Schriften (Auswahl)
- Grabsteinplatte in der Abteikirche zu Werden an der Ruhr. In: Zeitschrift für christliche Kunst 2, 1889, S. 19–24.
- Die St.-Quirinus-Kirche zu Neuss, unter Zugrundelegung der Restaurationspläne des Regierungsbaumeisters Julius Busch. Düsseldorf 1890. Digitalisat
- Heiligkreuz und Pfalzel; Beiträge zur Baugeschichte Triers. Typis Consociationis Sancti Pauli, Freiburg (Schweiz) 1890.
- Die Propsteikirche zu Oberpleis. In: Zeitschrift für christliche Kunst 5, 1892.
- Die im 19. Jahrhundert zerstörten Baudenkmäler Werdens. In: Beiträge zur Geschichte des Stiftes Werden 4, 1895.
- Die Reste der im X. Jahrhundert erbauten St. Clemenskirche zu Werden a. d. Ruhr. In: Zeitschrift für christliche Kunst 8, 1896, S. 343–348.
- Die karolingisch-ottonischen Bauten zu Werden. In: Beiträge zur Geschichte des Stiftes Werden 7, 1898.
- [Mitverfasser]: Denkschrift der aus dem Verbande der Universität Freiburg in der Schweiz ausscheidenden reichsdeutschen Professoren. Academischer Verlag, München 1898.
- Die Glocken der Stadt Freiburg in der Schweiz. J.H. Ed. Heitz, Straßburg, 1899.
- Die Karolingisch-ottonischen Bauten zu Werden. Bd. 1: Stephanuskirche, Salvatorkirche, Peterskirche. J.H. Ed. Heitz, Straßburg 1899.
- Der Taufstein von St. Nikolaus zu Freiburg in der Schweiz. In: Zeitschrift für christliche Kunst 15, 1902, S. 65–80.
- Aktenstücke zum Abbruch der Werdener Clemenskirche. In: Beiträge zur Geschichte des Stiftes Werden 8, 1901.
- Die Kirche von Valeria zu Sitten und ihr Lettner. In: Zeitschrift für christliche Kunst 16, 1903, S. 130–142.
- Centula. St. Riquier. Eine Untersuchung zur Geschichte der kirchlichen Baukunst in der Karolingerzeit (Forschungen und Funde, Bd. II). Aschendorff, Münster in Westf. 1912.
- Die Karolingisch-ottonischen Bauten zu Werden. Bd. 2: Clemenskirche, Luciuskirche, Nikolauskirche, aus dem Nachlaß herausgegeben von Elisabeth Hohmann. J.H. Ed. Heitz, Straßburg 1922.
- Die Kirche der Abtei Corvey mit Unterstützung der Provinz Westfalen aus dem Nachlass des Verfassers hrsg. von Alois Fuchs. Verlag der Bonifacius-Druckerei, Paderborn 1929
- Zur Baugeschichte der Kirche S. Maria im Kapitol zu Köln, aus dem Nachlass des Verfassers herausgegeben von Alois Fuchs. Verlag der Bonifacius-Druckerei, Paderborn 1931.
- Zur Baugeschichte des Hildesheimer Domes vom 9. bis zum 12. Jahrhundert. Aus dem Nachlass des Verf. hrsg. und mit einem Anhang versehen von Alois Fuchs. Lax, Hildesheim 1933.